# Elena Lagorara
Elena Wilma Lagorara (Sestri Ponente, 10 maggio 1939 – Genova, 16 novembre 2003) è stata una ginnasta italiana.

## Biografia

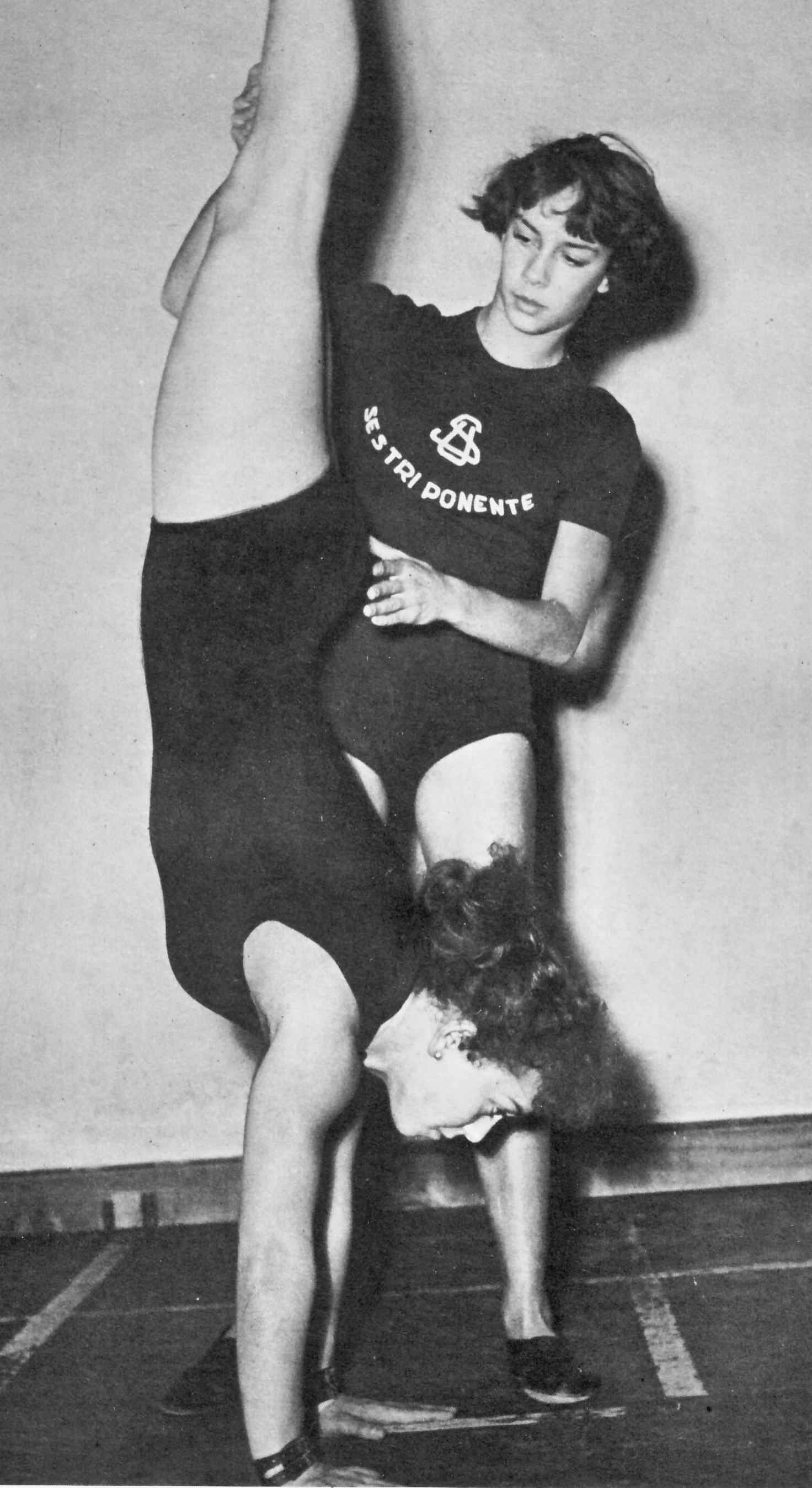
Elena Lagorara con la sorella Luciana nel 1956

Nata nel 1939 a Sestri Ponente, nel comune di Genova, era sorella di Luciana Lagorara, anche lei ginnasta, presente insieme a lei ai Giochi di Melbourne 1956. Come quest'ultima, era tesserata per l'U.S. Sestri Ponente 1897. A causa della seconda guerra mondiale sfollò in Lombardia, a Mezzana Bigli, in provincia di Pavia, dove ha poi voluto essere sepolta.
A 17 anni partecipò ai Giochi olimpici di Melbourne 1956, in tutte e sette le gare: chiuse settima nel concorso a squadre con 428,654 punti, ottava negli attrezzi a squadre con 72,800, 44ª nel concorso individuale con 70,700, 51ª al corpo libero con 17,666, 43ª alle parallele asimmetriche con 17,433, 44ª alla trave con 17,300 e 12ª nel volteggio con 18,300.
Quattro anni dopo, a 21 anni, prese di nuovo parte alle Olimpiadi, quelle di Roma 1960, ancora in tutte le gare, diventate nel frattempo sei, terminando 10ª nel concorso a squadre con 360,719 punti, 60ª nel concorso individuale con 71,264, 38ª al corpo libero con 18,533, 22ª alle parallele asimmetriche con 18,732, 83ª alla trave con 16,600 e 63ª nel volteggio con 17,399. Negli ultimi quattro casi non riuscì ad accedere alla finale, riservata alle sei con i migliori punteggi delle qualificazioni.
Morì nel 2003, a 64 anni.